# قناة الموصلية الفضائية
قناة الموصلية الفضائية هي قناة تلفزيونية مفتوحة تبث من مدينة الموصل .

## تأسيس
الموصلية الفضائية هي قناة تلفزيونية خاصة تبث من الموصل وتتمحور معظم برامج القناة على النواحي الخدمية والسياسية والثقافية للمدينة تحديداً والعراق عموماً. تأسست عام 2006م وتعتبر أول فضائية تنطلق من محافظة نَيْنَوَى. تم تأسيس القناة من قبل الأستاذ غازي فيصل رئيس مجلس الإدارة وتمويل القناة تمويل خاص عن طريق الإعلانات التلفزيونية وتعد القناة رغم إمكانياتها البسيطة من القنوات الأولى في العراق من حيث المحتوى الفنّي وكذلك المتابعة من قبل المشاهدين.

## اغتيالات
اُغتيل شخصين يعملون لصالح القناة، وهم مازن محمد البغدادي وصفاء الدين الخياط. وقد اُغتيل البغدادي بعد أقل من ثلاثة أشهر من اغتيال الخياط، وكان هذا في تشرين الثاتي 2010 م.
وفي 15 ديسمبر 2013 اغتيلت الإعلامية الشابة نورس النعيمي ذات ال(19)ربيعا أمام منزلها في مدينة الموصل .

## برامج
معظم البرامج تركز على النواحي السياسية والثقافية للموصل تحديدا والعراق عموما.
يقدم واثق الغضنفري سلسلة من البرامج الوثائقية عن المدينة بلكنة موصلية.

## انتقادات
في فترة الاحتجاجات عام 2011 م في ساحة الأحرار انتقدت القناة لعدم تغطيتها للمظاهرات وتم طردها من قبل المعتصمين في ساحة الأحرار بعبارات مختلفة (باطل) أو (برّا برّا الموصلية).
وانتُقِدَت أيضا نشرتها الإخبارية بسبب مستوى الإنتاج وطولها الذي يمتد أحيانا إلى ساعتين.

## عودة القناة بعد سقوط الموصل
يوم 10 حزيران 2014 سقطت الموصل على يد تنظيم داعش و تم نهب محتوياتها مما أدّى إلى وقوف البث لمدة 10 أشهر . في أيار 2015 عاد البث التجريبي للقناة "الموصلية تستعد"
عادت القناة للبث بصورة رسمية يوم 10 تشرين الأول سنة 2015 و بِحُلّة جديدة.